# Campeonato Baiano 1931
In 1931 werd het 27ste Campeonato Baiano gespeeld voor voetbalclubs uit de Braziliaanse staat Bahia. De competitie werd gespeeld van 8 maart tot 22 november en werd georganiseerd door de FBF. EC Bahia, een fusieclub tussen AAB en Bahiano de Tênis won in zijn eerste bestaansjaar al de titel. 

## Eindstand
| Plaats | Club                   | Wed. | W | G | V | Saldo | Ptn. |
| ------ | ---------------------- | ---- | - | - | - | ----- | ---- |
| 1.     | Bahia                  | 8    | 6 | 2 | 0 | 27:9  | 14   |
| 2.     | Ypiranga               | 8    | 4 | 1 | 3 | 24:20 | 9    |
| 3.     | Botafogo               | 8    | 4 | 1 | 3 | 18:16 | 9    |
| 4.     | Fluminense de Salvador | 8    | 2 | 1 | 5 | 20:22 | 5    |
| 5.     | São Cristovão          | 8    | 1 | 1 | 6 | 7:29  | 3    |

|  | Kampioen |

## Kampioen
| Campeonato Baiano de 1931 |
| ------------------------- |
| BAHIA 1º Titel            |